# Power Players
Power Players (od 2019) – amerykańsko-francuski serial animowany stworzony przez Jeremy’ego Zaga oraz wyprodukowany przez wytwórnie Zagtoon i Method Animation. Serial wykonany techniką trójwymiarową CGI.
Premiera serialu odbyła się w Stanach Zjednoczonych 21 września 2019 na amerykańskim Cartoon Network. W Polsce serial został premierowo wyemitowany w dniu 18 maja 2020 na antenie polskiego Cartoon Network.. Początkowo serial miał zadebiutować 24 lutego 2020 na tym kanale, jednak z przyczyn technicznych nadawca rozpoczął jego emisję z trzymiesięcznym opóźnieniem. 23 stycznia 2020 roku potwierdzono przedłużenie serialu o 2 sezon.

## Fabuła
Serial opisuje perypetie dziewięcioletniego chłopca Axela, który odkrywa w sobie specjalną moc, dzięki której może zamienić się w żywą zabawkę. Jego figurki również zostają powołane do życia i są gotowe towarzyszyć Axelowi w licznych przygodach. Wraz z przyjaciółmi – Sierżantem Szarżą, Niedźwierzyńcą i resztą Power Players muszą pokrzyżować plany MadCapowi, który pragnie przejąć moce Axela do opanowania świata.

## Wersja polska
Wersja polska: SDI Media Polska

Reżyseria: Agnieszka Zwolińska

Dialogi polskie: Wojciech Brewiński

Kierownictwo muzyczne: Piotr Zygo

Teksty piosenek: 
- Wojciech Brewiński,
- Tomasz Robaczewski (odc. 19; czołówka)

W rolach głównych:
- Bartosz Bednarski – Axel
- Wojciech Paszkowski – Niedźwierzyńca
- Krzysztof Plewako-Szczerbiński –
  - Galileo,
  - Głos pudełka (odc. 1),
  - Termometron 9000 (odc. 3)
- Szymon Roszak – 
  - Masko,
  - Roboty (odc. 13),
  - Luchador (odc. 37)
- Jan Piotrowski – 
  - Luka,
  - Arthur (odc. 32, 38)
- Natalia Jankiewicz – 
  - Zoe,
  - Kot (odc. 18)
- Cezary Kwieciński – 
  - Wujek Andrew,
  - Monster Truck (odc. 11)

W pozostałych rolach:
- Jacek Król – 
  - Sierżant Szarża,
  - Reporter (odc. 12)
- Tomasz Błasiak –
  - Madcap,
  - Pluszak #2 (odc. 22),
  - Rycerz (odc. 32)
- Mateusz Weber – 
  - Slobot,
  - Party Robots (odc. 8),
  - Salto (odc. 52)
- Katarzyna Faszczewska – 
  - Bobbie Blobby,
  - Dziewczynka (odc. 6),
  - Kobieta (odc. 16)
- Mikołaj Klimek –
  - Orangutor (odc. 2, 5, 8-9, 16-17, 19-21, 23, 25, 31),
  - Gra Macho (odc. 3)
- Fabian Kocięcki – 
  - Jeżozwierzak (odc. 2, 5, 8-9, 16-17, 21, 23, 29-30, 39, 44, 47-48, 51-52),
  - Pluszak #3 (odc. 22)
- Michał Sitarski –
  - Dynamo (odc. 4, 8, 11, 15, 21, 32, 39, 41-42, 52),
  - Pryzmat (odc. 7),
  - Party Robots (odc. 8),
  - Pluszak #1 (odc. 22)
- Lidia Sadowa – Księżniczka Goryczka (odc. 6, 8, 14, 16, 21, 25, 35, 41, 44, 47, 50-51)
- Wojciech Chorąży – 
  - Lodołamacz (odc. 8),
  - Party Robots (odc. 8),
  - Czołgo-San (odc. 16, 34)
- Modest Ruciński – 
  - Lodołamacze (odc. 10, 31, 47, 51),
  - Komentator (odc. 15, 27, 39),
  - Prezenter (odc. 29),
  - Reporter (odc. 47),
  - Mężczyzna (odc. 50)
- Agnieszka Zwolińska – 
  - Policjantka (odc. 12),
  - Mama Luki (odc. 22)
- Bartosz Wesołowski – 
  - Doktor Nautilus (odc. 12, 34, 29, 38, 45),
  - Instruktor baletu (odc. 24),
  - Myszka (odc. 43)
- Julia Chatys – Cleo (odc. 14-15, 25, 27, 35)
- Wojciech Żołądkowicz – Orangutor (odc. 45, 51)
- Krzysztof Grabowski –
  - Mężczyzna (odc. 45),
  - Bot (odc. 46),
  - Dentysta (odc. 47),
  - Kamerzysta (odc. 48),
  - Agent (odc. 50),
  - Termometron 9000 (odc. 51)
- Mateusz Narloch – Ruffin (odc. 50)
- Laura Bączkiewicz
- Katarzyna Domalewska
- Lila Kowalska
- Ewa Lachowicz
- Maciej Falana
- Józef Pawłowski
- Krzysztof Tymiński

i inni
Wykonanie piosenek:
- Kamil Bijoś (czołówka),
- Krzysztof Plewako-Szczerbiński (odc. 13, 39),
- Bartosz Bednarski (odc. 18),
- Wojciech Paszkowski (odc. 18),
- Natalia Jankiewicz (odc. 18),
- Jacek Król (odc. 18),
- Szymon Roszak (odc. 19, 39),
- Joanna Węgrzynowska-Cybińska,
- Tomasz Błasiak

i inni
Lektor: Jacek Król

## Spis odcinków

### Seria 1 (od 2019)
| Nr | Tytuł                                     | Tytuł polski                 | Premiera             | Premiera w Polsce |
| -- | ----------------------------------------- | ---------------------------- | -------------------- | ----------------- |
| 1  | Unboxing, Part 1                          | Zabawki na wolności, część 1 | 21 września 2019     | 18 maja 2020      |
| 2  | Unboxing, Part 2                          | Zabawki na wolności, część 2 | 21 września 2019     | 18 maja 2020      |
| 3  | Attack Of The Thermometron 9000           | Inwazja Termometrona         | 28 września 2019     | 23 maja 2020      |
| 4  | The Dynamo Dynamic                        | Zatrzymać Dynamo             | 28 września 2019     | 20 maja 2020      |
| 5  | Access Denied                             | Brak dostępu                 | 5 października 2019  | 22 maja 2020      |
| 6  | Swing Set Jet Set                         | Karuzela                     | 5 października 2019  | 19 maja 2020      |
| 7  | Side Kicked                               | SuperZoe                     | 12 października 2019 | 20 maja 2020      |
| 8  | Porcupunk Rock                            | Rockowy Jeżozwierzak         | 12 października 2019 | 28 maja 2020      |
| 9  | All Trick No Treat                        | Psikusy i cukierki           | 19 października 2019 | 13 grudnia 2020   |
| 10 | Iced Out                                  | Pierwsze lody                | 19 października 2019 | 27 maja 2020      |
| 11 | Gathering Dark                            | Robi się ciemno              | 26 października 2019 | 29 maja 2020      |
| 12 | Bobbie Not Blobby                         | Bobbie bez Blobby            | 26 października 2019 | 25 maja 2020      |
| 13 | Sand Trap                                 | Pustynna pułapka             | 19 stycznia 2020     | 6 grudnia 2020    |
| 14 | Dodge City                                | Dwa ognie                    | 19 stycznia 2020     | 6 grudnia 2020    |
| 15 | The Best Team                             | Zgrany zespół                | 26 stycznia 2020     | 30 listopada 2020 |
| 16 | Joyride                                   | Czołgo-San                   | 26 stycznia 2020     | 24 maja 2020      |
| 17 | Savage Axel                               | Dziki Axel                   | 2 lutego 2020        | 27 maja 2020      |
| 18 | The Scratch Pack                          | Drapikotki                   | 2 lutego 2020        | 11 grudnia 2020   |
| 19 | Knockout                                  | Pobudka!                     | 9 lutego 2020        | 24 maja 2020      |
| 20 | Sarge in Charge                           | W dżungli                    | 9 lutego 2020        | 20 maja 2020      |
| 21 | The Other Side                            | Po ciemnej stronie           | 23 lutego 2020       | 26 maja 2020      |
| 22 | Bare-Knuckle Brawl                        | Draka futrzaka               | 23 lutego 2020       | 22 maja 2020      |
| 23 | Saving Private Masko                      | Szeregowiec Masko            | 1 marca 2020         | 29 maja 2020      |
| 24 | On Your Toes                              | Na paluszkach                | 1 marca 2020         | 23 maja 2020      |
| 25 | Friend Wars                               | Przyjaciele na zawsze        | 15 marca 2020        | 26 listopada 2020 |
| 26 | The Slobot is No Bot of Mine              | Slobot nie jest dzisiaj sobą | 15 marca 2020        | 19 maja 2020      |
| 27 | Bowling for Balllers                      | Niech wygra najlepszy!       | 22 marca 2020        | 25 listopada 2020 |
| 28 | Countdown                                 | Salonowe zwierzę             | 22 marca 2020        | 1 grudnia 2020    |
| 29 | Joke’s on You, Bro                        | I kto się śmieje?            | 29 marca 2020        | 8 grudnia 2020    |
| 30 | Out of My Head                            | Problem z głowy              | 29 marca 2020        | 21 maja 2020      |
| 31 | Freeze!                                   | Na lodzie                    | 5 kwietnia 2020      | 2 grudnia 2020    |
| 32 | King Axel                                 | Król Axel                    | 5 kwietnia 2020      | 26 maja 2020      |
| 33 | The Trojan Bear                           | Niedźwiedź trojański         | 12 kwietnia 2020     | 9 grudnia 2020    |
| 34 | Thirst for Power                          | Pragnienie władzy            | 12 kwietnia 2020     | 21 maja 2020      |
| 35 | Party On                                  | Niespodzianka                | 19 kwietnia 2020     | 10 grudnia 2020   |
| 36 | Bringing Up Baby                          | Z maluchami nie ma żartów    | 19 kwietnia 2020     | 8 grudnia 2020    |
| 37 | Stretched Too Thin                        | Masko, nie przegumiaj        | 26 kwietnia 2020     | 28 maja 2020      |
| 38 | From Below                                | W głębinie                   | 26 kwietnia 2020     | 30 maja 2020      |
| 39 | Winner Takes All                          | Smak zwycięstwa              | 3 maja 2020          | 7 grudnia 2020    |
| 40 | Prepare for the Worst                     | Zawsze w gotowości           | 3 maja 2020          | 10 grudnia 2020   |
| 41 | Stuck on You                              | Mój kumpel Dymek             | 17 maja 2020         | 13 grudnia 2020   |
| 42 | Opposites Attract                         | Przeciwnicy się przyciągają  | 17 maja 2020         | 14 grudnia 2020   |
| 43 | The Thing in the Wall                     | To coś                       | 24 maja 2020         | 15 grudnia 2020   |
| 44 | Madtrap                                   | Pułapka strachu              | 24 maja 2020         | 15 grudnia 2020   |
| 45 | To Tame the Perilous Skies!               | Podniebna eskadra            | 31 maja 2020         | 5 grudnia 2020    |
| 46 | Four Color Fallout                        | Przygoda w czterech kolorach | 31 maja 2020         | 16 grudnia 2020   |
| 47 | Grin and Bear It                          | Axel i bolący ząb            | 7 czerwca 2020       | 16 grudnia 2020   |
| 48 | Green with Envy                           | Teatr w telewizji            | 7 czerwca 2020       | 17 grudnia 2020   |
| 49 | Bring on the Bad Guys                     | ---                          | 14 czerwca 2020      | nieemitowany      |
| 50 | Spies Like Us                             | Między nami, szpiegami       | 14 czerwca 2020      | 9 grudnia 2020    |
| 51 | Return of Thermometron 9000               | Powrót Termometrona          | 14 czerwca 2020      | 17 grudnia 2020   |
| 52 | Just Like Robots                          | Wpatrzeni w ekran            | 14 czerwca 2020      | 17 grudnia 2020   |
| 53 | Drummed Out                               | ---                          | 8 maja 2021          | 20 czerwca 2021   |
| 54 | Go Big or Go Home                         | ---                          | 8 maja 2021          | 20 czerwca 2021   |
| 55 | Weekend at Axels                          | ---                          | 15 maja 2021         | 21 czerwca 2021   |
| 56 | Things That Go Bump in the Night          | ---                          | 9 maja 2021          | 21 czerwca 2021   |
| 57 | Fetch                                     | ---                          | 16 maja 2021         | 22 czerwca 2021   |
| 58 | What's Wrong With Uncle Andrew?           | ---                          | 15 maja 2021         | 22 czerwca 2021   |
| 59 | Scratch My Back                           | ---                          | 9 maja 2021          | 23 czerwca 2021   |
| 60 | A Fistful of Minegry                      | ---                          | 16 maja 2021         | 23 czerwca 2021   |
| 61 | Serge Charge                              | ---                          | 20 maja 2021         | 24 czerwca 2021   |
| 62 | The All-New-All-Different Power Players?! | ---                          | 22 maja 2021         | 24 czerwca 2021   |
| 63 | Operation : Midnight                      | ---                          | 23 maja 2021         | 25 czerwca 2021   |
| 64 | That's the Spirit!                        | ---                          | 23 maja 2021         | 25 czerwca 2021   |
| 65 | Pyrant Park                               | Złoto dla mistrzów           | ---                  | 27 czerwca 2021   |
| 66 | Ajar                                      | Drzazga                      | ---                  | 26 czerwca 2021   |
| 67 | Jungle Boogle                             | Kumple z dżungli             | ---                  | 26 czerwca 2021   |
| 68 | Take Charge                               | I kto tu rządzi              | ---                  | 28 czerwca 2021   |
| 69 | Bot Out                                   | Sio Boty                     | ---                  | 28 czerwca 2021   |
| 70 | The Most Fun Ever                         | Plac zabawek                 | ---                  | 29 czerwca 2021   |
| 71 | Hot Pursuit                               | Pościg                       | ---                  | 30 czerwca 2021   |
| 72 | On the Wrong Track                        | Wszyscy albo nikt            | ---                  | 29 czerwca 2021   |
| 73 | Maxel & Adcap                             | Maxel i Adcap                | ---                  | 27 czerwca 2021   |
| 74 | Remote-Controlled Chaos                   | Skołowani                    | ---                  | 1 lipca 2021      |
| 75 | Selfie!                                   | Akcja!                       | ---                  | 30 czerwca 2021   |
| 76 | The Toy Knight Returns!                   | Rycerz Cienia powraca!       | ---                  | 1 lipca 2021      |
| 77 | Big Mad Part 1                            | Mega Cap część 1             | ---                  | 2 lipca 2021      |
| 78 | Big Mad Part 2                            | Mega Cap część 2             | ---                  | 2 lipca 2021      |